# Bamses Billedbog (album)
Bamses Billedbog er et album med musik og sange fra tv-serien Bamses Billedbog, der blev udgivet i 1986 af Replay Records og Danmarks Radio. Albummet har solgt 170.000 eksemplarer.

## Spor
| 1. | "Signatur"                                | Aske Bentzon | Bentzon    | 1:22 |
| 2. | "Bamses egen sang" (Bamse)                | Elin Bing    | Bentzon    | 1:21 |
| 3. | "Regnsangen" (Bamse og Kylling)           | Bing         | Bentzon    | 2:33 |
| 4. | "Skrålesangen" (Bamse, Aske og Luna)      | Bing         | Jan Rørdam | 2:33 |
| 5. | "Trøstesangen" (Bamse)                    | Bing         | Bentzon    | 1:29 |
| 6. | "Mit allerfarligste sted" (Aske og Bamse) | Bing         | Bentzon    | 1:20 |
| 7. | "Askes sang" (Aske og Bamse)              | Bing         | Bentzon    | 3:42 |

| 1. | "Hokus pokus sang" (Bamse)                     | Bing           | Bentzon | 1:10 |
| 2. | "Vi blev venner" (Luna)                        | Bing           | Rørdam  | 1:43 |
| 3. | "Temlig hemlig" (Bamse, Kylling, Aske og Luna) | Bing           | Bentzon | 2:38 |
| 4. | "Pernille er rejst" (Bamse og Aske)            | Bing           | Bentzon | 1:21 |
| 5. | "Molodi" (Kylling)                             | Bing           | Rørdam  | 2:33 |
| 6. | "Ødemarkssang" (Bamse og Aske)                 | Bing           | Bentzon | 2:10 |
| 7. | "Dynesang" (Bamse)                             | Thomas Winding | Bentzon | 2:30 |